# 二見港 (東京都)

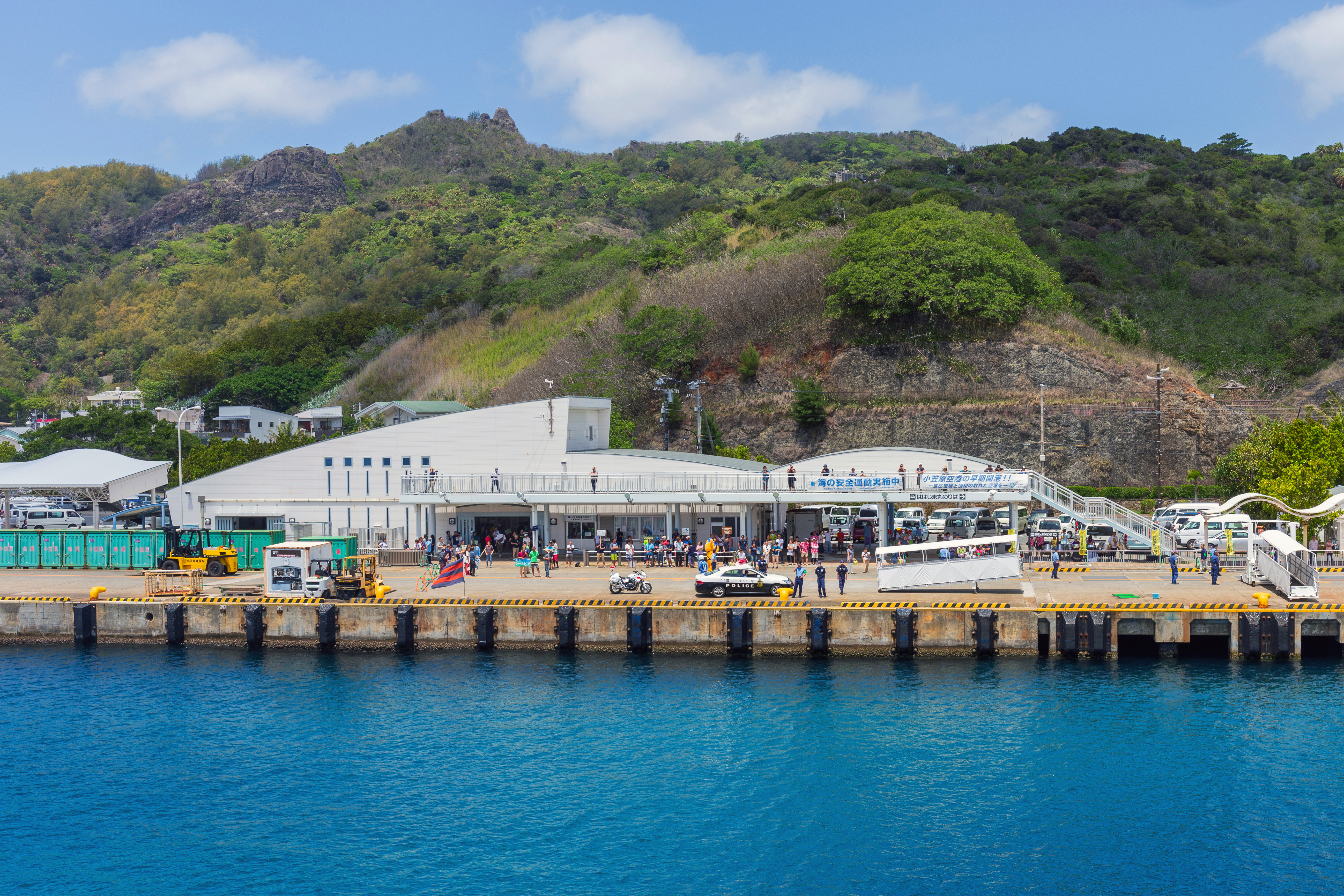
「おがさわら丸」船客待合所

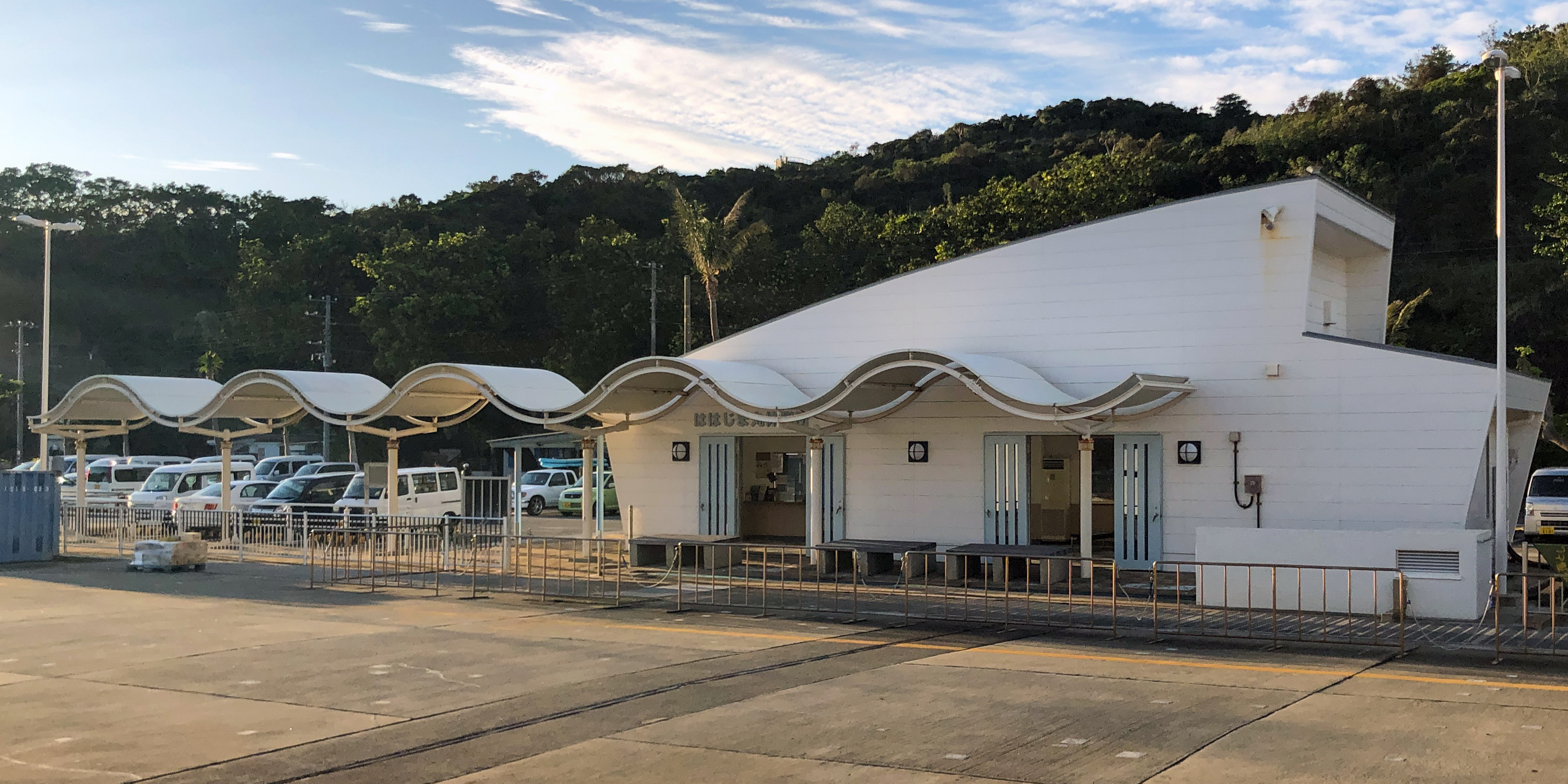
「ははじま丸」船客待合所

二見港（ふたみこう）は、東京都小笠原村父島にある地方港湾。統計法に基づく港湾調査規則では乙種港湾に分類される。出入国管理及び難民認定法に基づく出入国港、検疫法に基づく検疫港である。
隣接する二見漁港（ふたみぎょこう）についても本項目で記述する。

## 解説

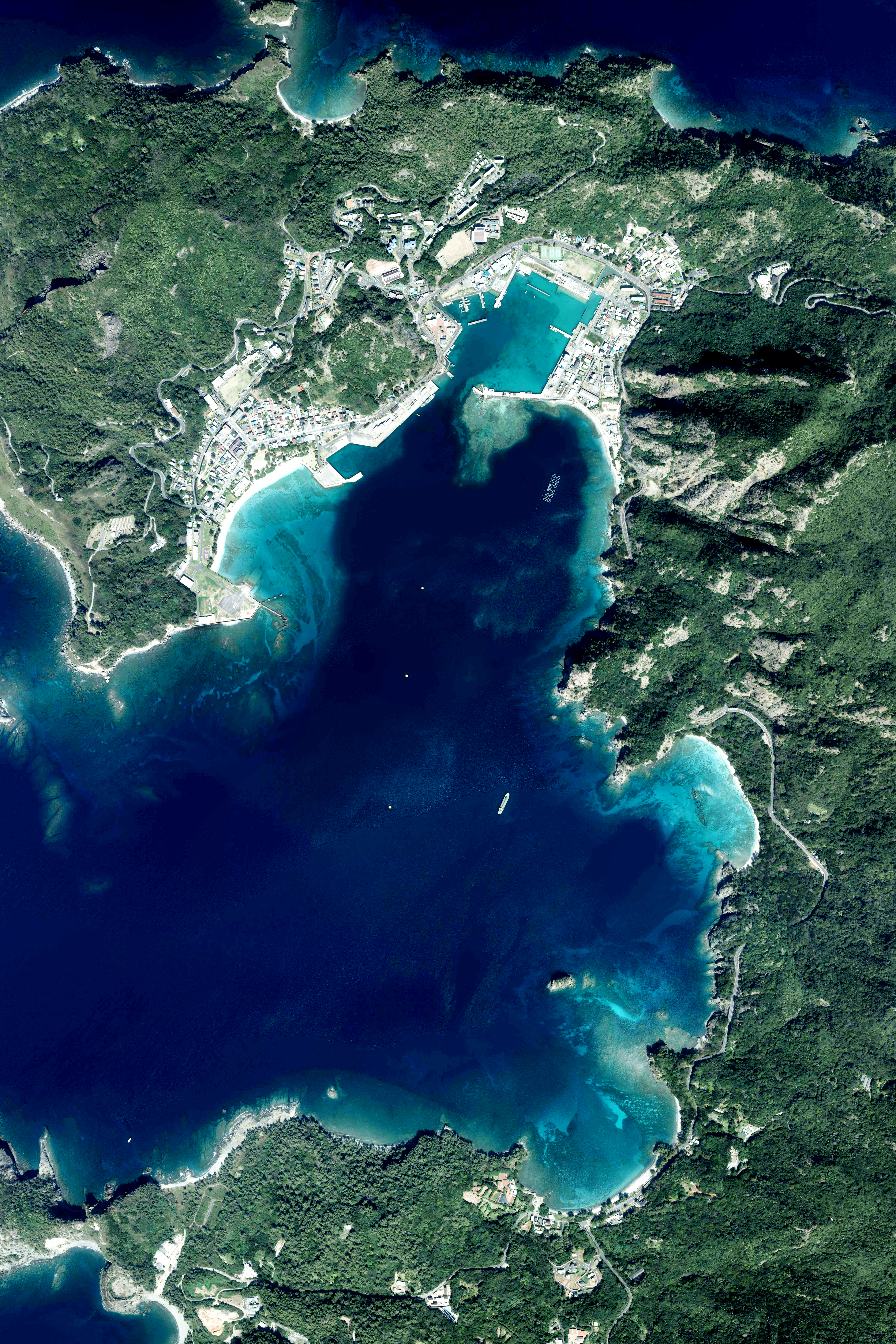
二見港周辺の空中写真。
。2014年2月24日撮影の6枚を合成作成。

父島の西側に湾口約2キロメートル (km)、奥行き約4 kmにわたって開けている二見湾の奥に位置し、水深は約40メートル (m) で大型船の停泊も可能な天然の良港である。
本土と約1,000 km離れている一方で民間が利用可能な空港がない小笠原村においては、船舶による輸送が唯一の交通手段である。このため、当港は本土と村を結ぶ交通の拠点となっている。また周辺海域の避難・休憩・補給基地としての役割もある。第三管区海上保安本部小笠原海上保安署の巡視艇「みかづき」と監視取締艇「さざんくろす」が配備されている。
2021年（令和3年）の発着数は8,424隻（1,010,655総トン）、利用客数は78,068人（乗込人員38,884人、上陸人員39,184人）であった。
二見湾の名称の由来は、三重県伊勢市の二見浦にある夫婦岩と似た岩が湾内にあることにちなむ。この岩は、現在は漁港防波堤の一部となっている。

## 歴史
江戸時代の1670年（寛文10年）、紀伊国から江戸に向かっていたミカン船が難破し、現在の母島に漂着した。これが記録に残る中で最初の日本人による小笠原諸島上陸とされている。荷主の長右衛門ら一行は新たに小船を作って本土に戻り、顛末を下田奉行に報告した。これを受けて江戸幕府は、西洋の航海術を学んだ長崎の船頭島谷市左衛門に命じ、1675年（延宝3年）に小笠原諸島を探検調査させた。「二見湾」の名は、父島や母島など各島とともにこの際に命名された。幕府はその後も小笠原諸島の巡検を企図したが実現せず、また小笠原の開拓・領有にも消極的な状況が続いた。
19世紀に入ると、太平洋において捕鯨が盛んとなったのに伴い、絶好の漁場である小笠原近海に欧米各国の捕鯨船が多く訪れるようになった。1827年、イギリス海軍のフレデリック・ウィリアム・ビーチーが率いる軍艦「ブロッサム」が小笠原に来航し、父島に「ピール島」(Peel Island)、母島に「ベイリー島」(Bailey Island) などの名前を付けたほか、二見湾を「ロイド港」（ポート・ロイド、Port Lloyd）と命名した。このニュースはハワイにも届き、ここに滞在していたアメリカ人のナサニエル・セイヴァリーらが父島に入植して小笠原初の定住者となるきっかけを作った。セイヴァリーら定住者の存在は、のち1840年（天保11年）に陸奥国から父島に漂着し、その後本土に帰還した漂流民によって幕府に伝えられている。
1853年にはアメリカ海軍のマシュー・ペリーが、幕府に開国を迫るため日本に来航する途上で父島に立ち寄り、ポート・ロイドに石炭貯蔵基地を設置するための土地をセイヴァリーから購入した。ペリーはポート・ロイドについて「船の出入りは楽であり、安全で便利な港であると考えられる」と日記に記しているほか、海軍への報告書でも「ポート・ロイドは貯炭所、汽船碇泊所として最も適当」と述べている。ペリーからの情報で、小笠原に外国出身の定住者が存在することを再確認した幕府は、小笠原の回収を目指し、1862年（文久元年）に外国奉行水野忠徳、通訳の中浜万次郎らを咸臨丸で小笠原に派遣し、現地を検分させる一方、各国に対して小笠原が日本領であることを通告した。水野らによる検分の記録である『南嶋航海日記 第四』には、父島島内の地名として「二見港」が記されている。
その後、八丈島から30人の開拓民と大工・鍛冶など8人の職人が父島に送られて最初の日本人定住者となった。また幕府も、万次郎のもとで二見港を拠点として捕鯨を行った。開拓民の移住は、生麦事件の発生を機にイギリスとの関係が悪化した影響でいったん中断するが、明治政府のもとで1876年（明治9年）に本格的に再開され、小笠原の開拓が進んでいった。本土との間の定期航路も整備され、1876年に年3便運航だったのが1881年（明治14年）には年4便になった。一方、1917年（大正6年）二見港内に海軍の貯炭場ができ、1941年（昭和16年）から父島要塞部隊が駐留するなど、父島に軍事施設が進出するようになり、二見港周辺にも陸軍によって砲台が設置された。
太平洋戦争後、小笠原諸島はアメリカの占領下に置かれたのち、1968年（昭和43年）に日本に返還された。この時点で二見港の施設は、戦前に東京府が整備した物揚場と、アメリカ軍による岸壁が残っている程度であり、漁港施設については皆無の状態であった。このため、1969年（昭和44年）に制定された小笠原諸島復興特別措置法、およびその後の小笠原諸島振興開発特別措置法に基づいて港湾設備の整備が進められた。

### 沿革
- 1970年（昭和45年）- 桟橋・物揚場などの港湾設備建設開始[21]。
  - 6月15日 - 地方港湾に指定[20][21]。
- 1972年（昭和47年）- 岸壁 (-7.5 m) 115 m完成[21]。
  - 4月 - 小笠原海運による東京 - 父島間の定期船「椿丸」が就航[8]。
- 1973年（昭和48年）- 第一物揚場 (-3.0 m) 75.5 m、船客待合所 (348 m2) 完成。
  - 4月 - 東京 - 父島間に「父島丸」[8]、父島 - 母島間に株式会社南の島による「若潮丸」が就航[21]。
- 1975年（昭和50年）- 第二物揚場 (-3.0 m) 105m、船揚場40 m完成[21]。
- 1976年（昭和51年）5月 - 伊豆諸島開発による父島 - 母島間の定期船「第二弥栄丸」が就航[22]。
- 1979年（昭和54年）4月 - 東京 - 父島間に初代「おがさわら丸」、父島 - 母島間に初代「ははじま丸」就航[8]。
- 1991年（平成3年）6月 - 2代目「ははじま丸」就航[8]。
- 1997年（平成9年）3月 - 2代目「おがさわら丸」就航[8]。
- 2016年（平成28年）7月 - 3代目「おがさわら丸」、3代目「ははじま丸」就航[8]。

## 見送り
「おがさわら丸」が出港する際、当港では盛大な見送りが行われることが恒例となっている。
出港前には岸壁で小笠原太鼓の演奏や南洋踊りの披露が行われ、多くの島民が集まって「おがさわら丸」を見送る。島民がかける声は「さようなら」ではなく、再会を願う「行ってらっしゃい」であることも特徴である。
出港した「おがさわら丸」が岸壁を離れると、島民がクルーザーや漁船で追いかけ、「おがさわら丸」が二見湾を出るまで並走し、最後は船から海に飛び込んで別れを惜しむ場面が見られる。
父島では、親しい人が島を離れる際に手作りのレイを贈る風習がある。「おがさわら丸」の乗客が、見送られる際にこのレイを船上から海に投げ入れ、レイが岸にたどり着くと、その乗客は再び父島に戻ってくることができる、という伝説がある。

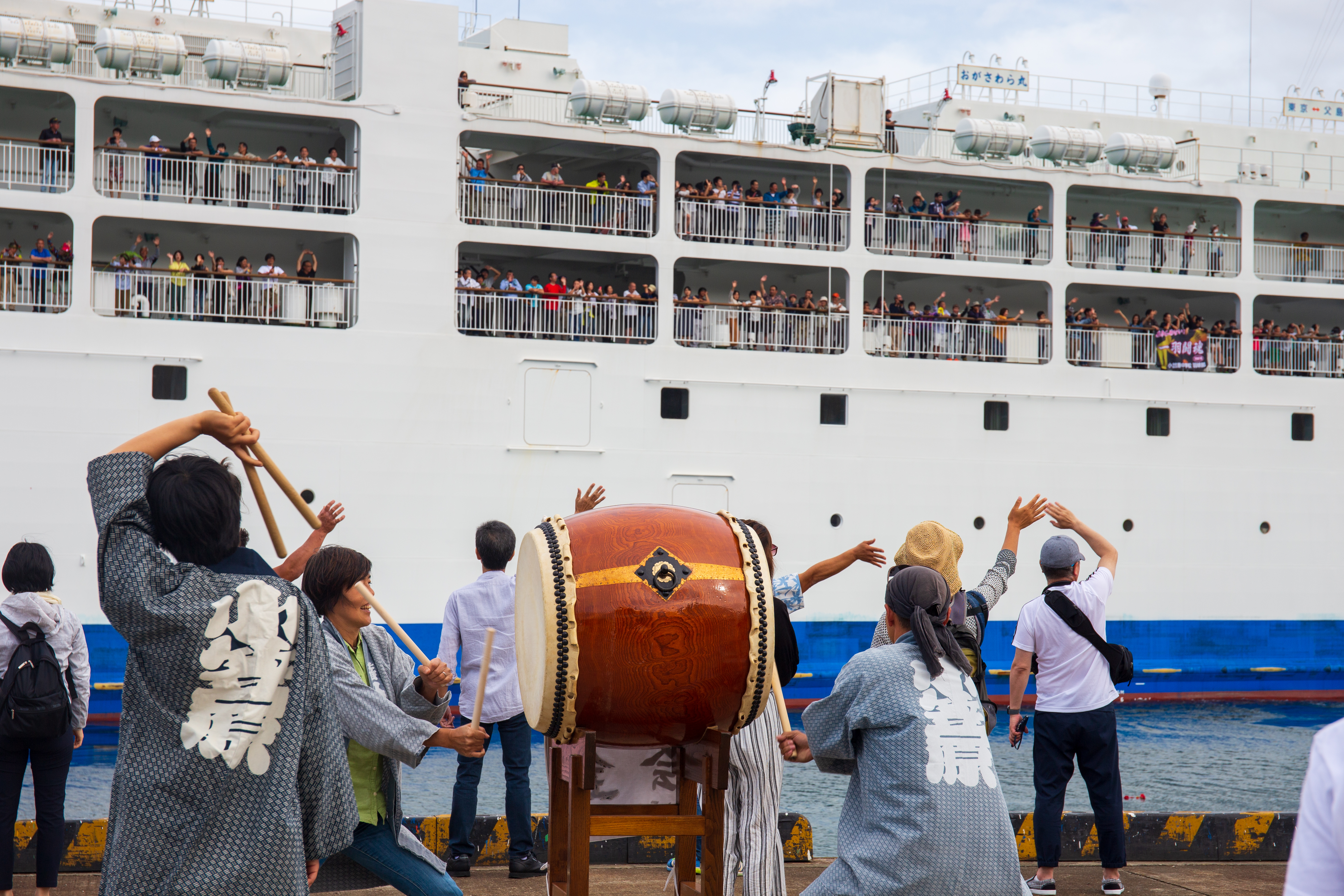
小笠原太鼓で見送られる「おがさわら丸」
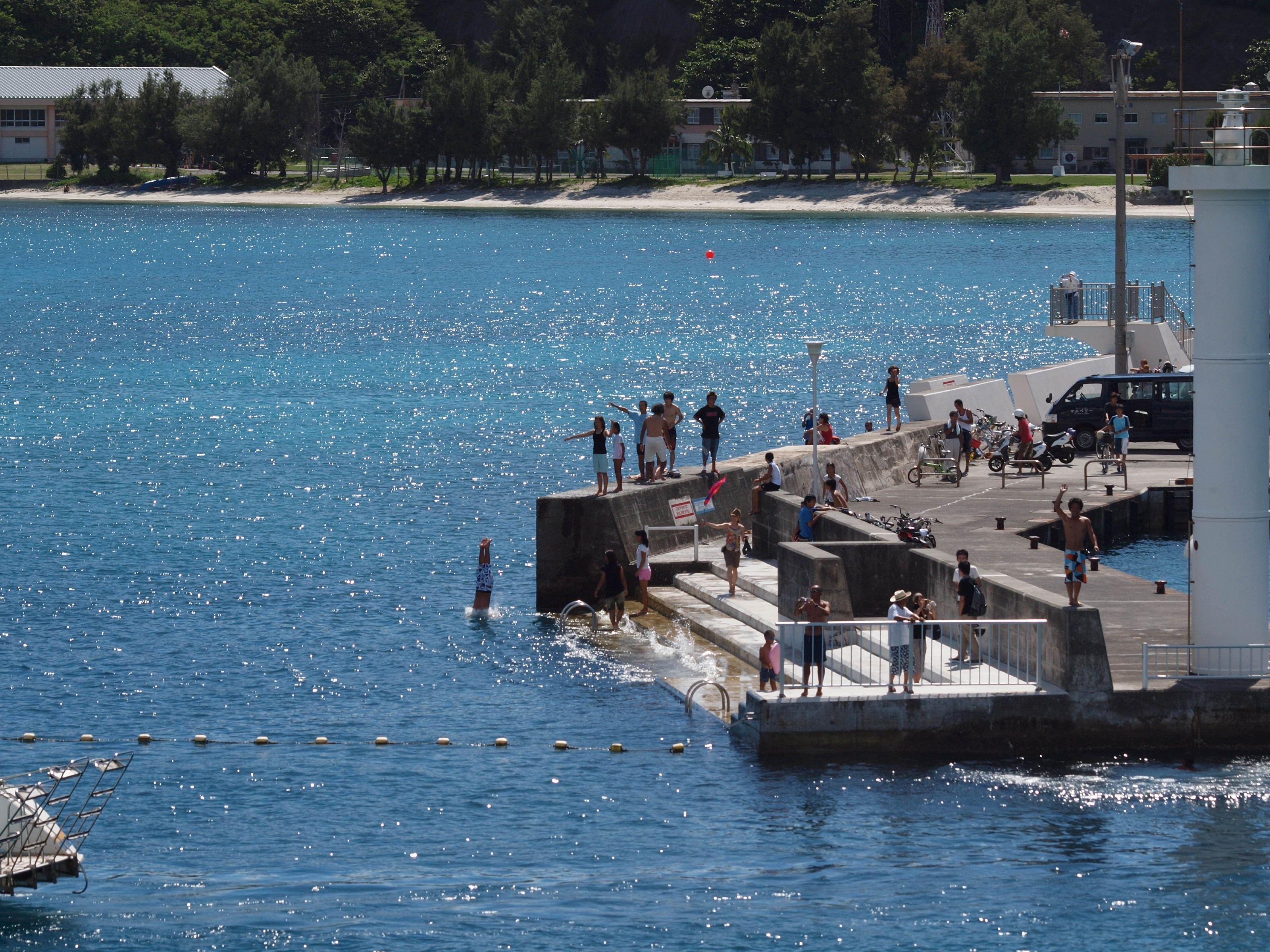
防波堤上でも地元の人々が見送りを行う
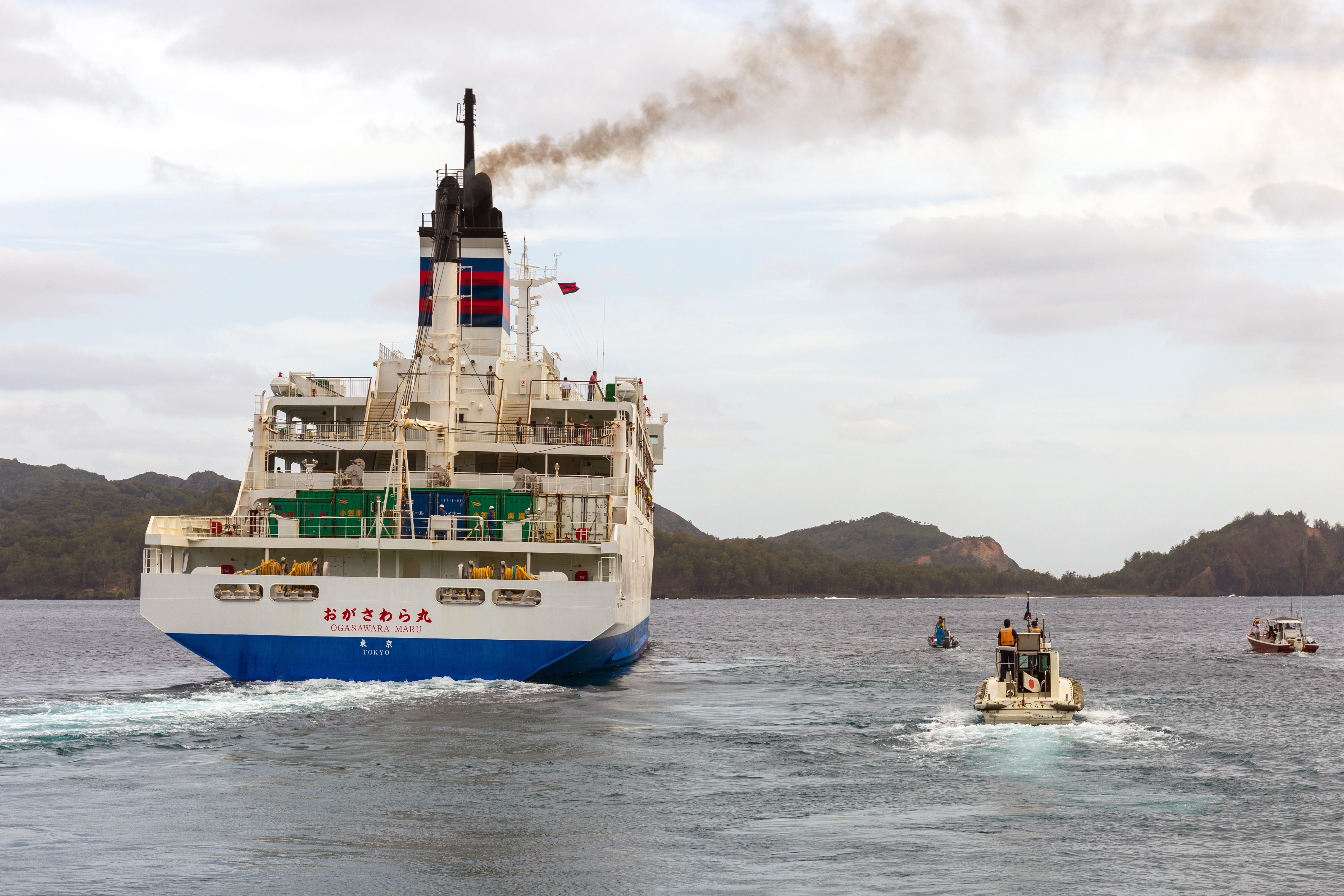
出港する「おがさわら丸」を追う見送りの船
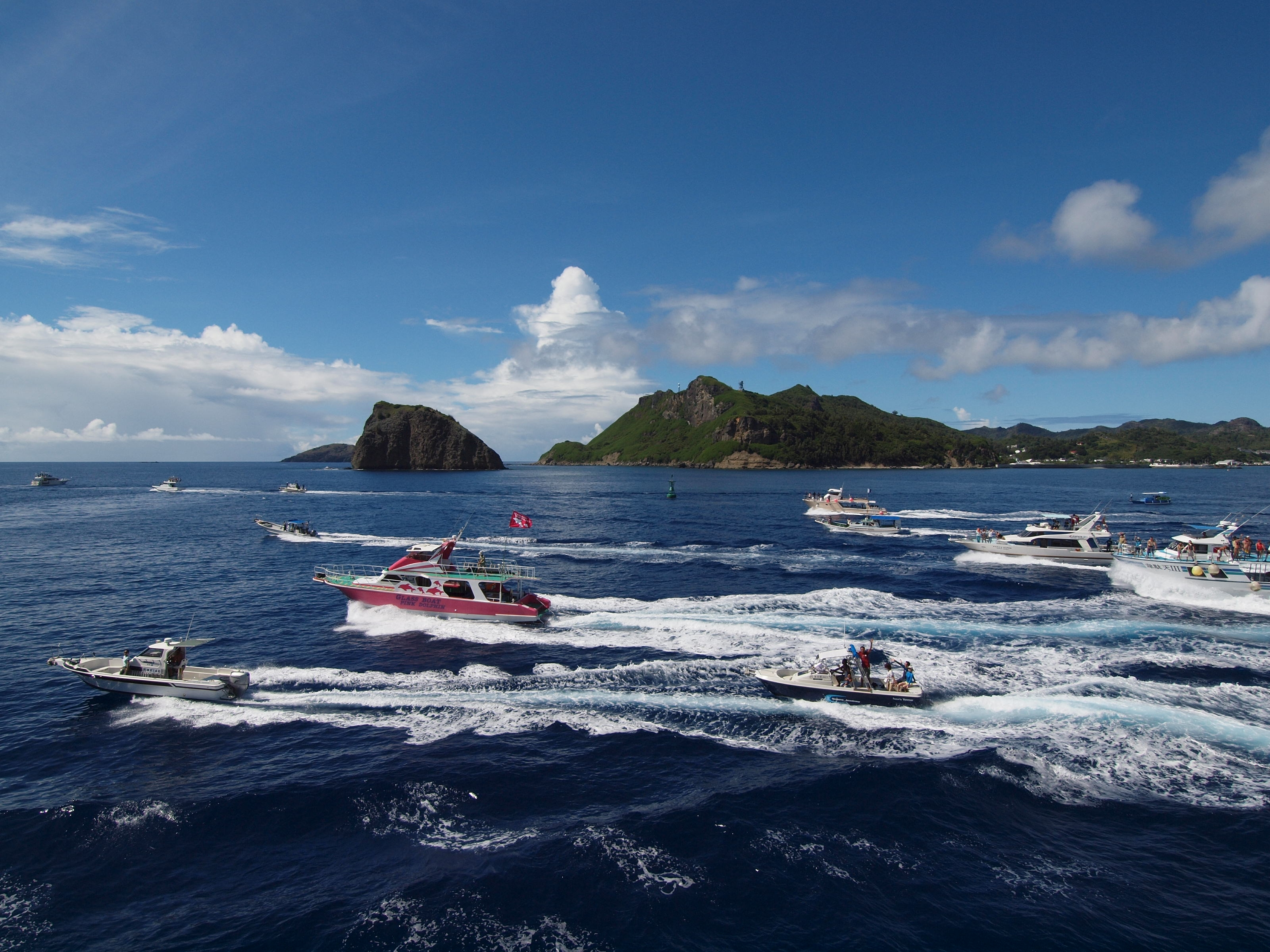
「おがさわら丸」と並走して見送りを行う船

## 航路
- 小笠原海運「おがさわら丸」
  - 東京港（竹芝埠頭）- 二見港

おおむね6日に1往復運航。ゴールデンウィーク・夏休み期間・年末年始などの繁忙期は3日に1往復運航。
- 伊豆諸島開発「ははじま丸」
  - 二見港 - 沖港（母島）

おおむね週に5往復運航。「おがさわら丸」出入港日は接続する運航スケジュールを組む。
- 共勝丸「共勝丸」（貨物船）
  - 東京港（月島埠頭）- 二見港 - 沖港

不定期運航。貨物船のため旅客の取り扱いは行わない。
以上のほか、日本本土から貨物船やヨット・官庁船・観光船などが、また日本国外からもヨットなどが不定期に入港するのに加え、海上自衛隊の物資補給船が横須賀基地から硫黄島経由で入港することがある。

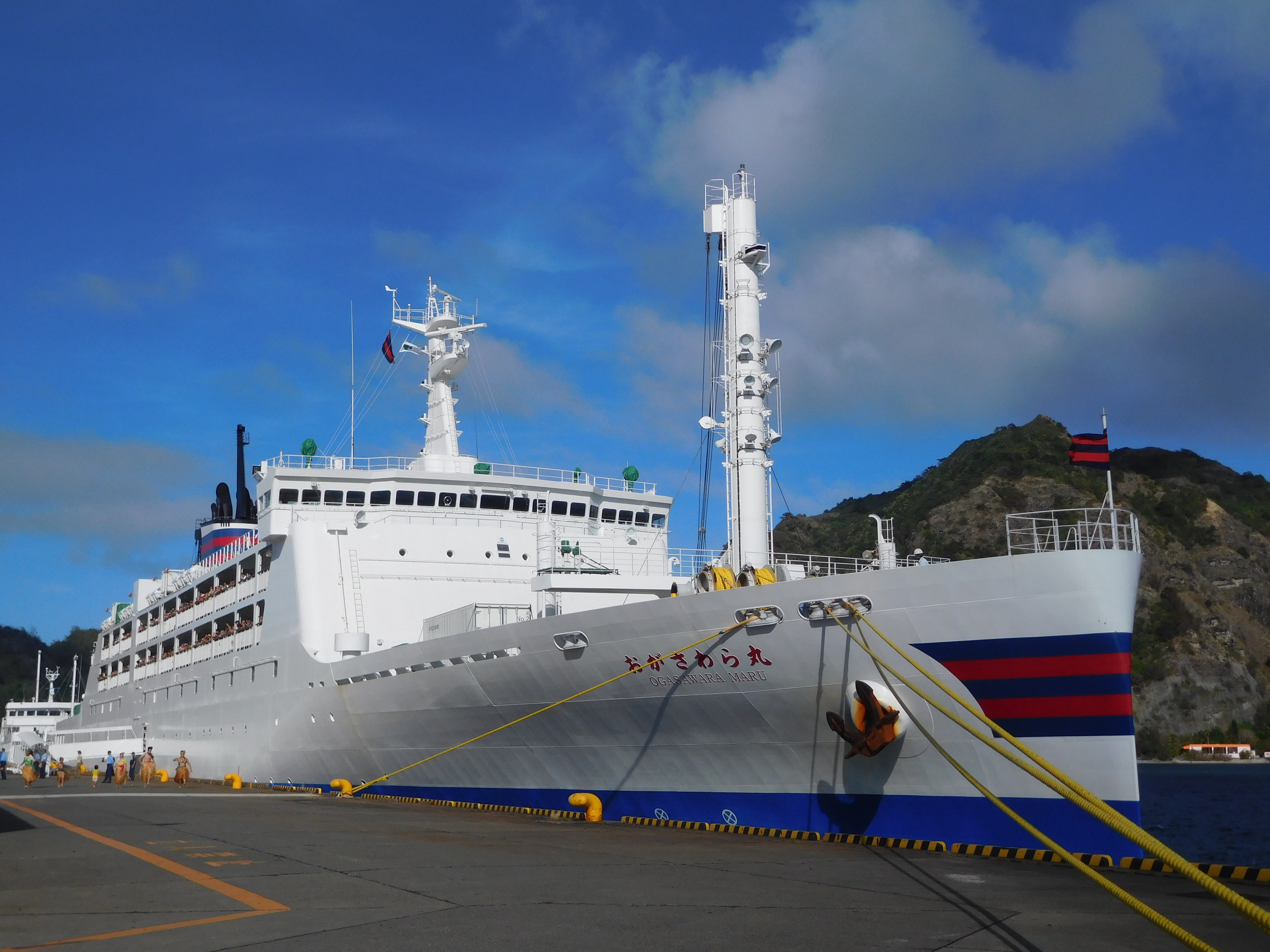
おがさわら丸（3代目）
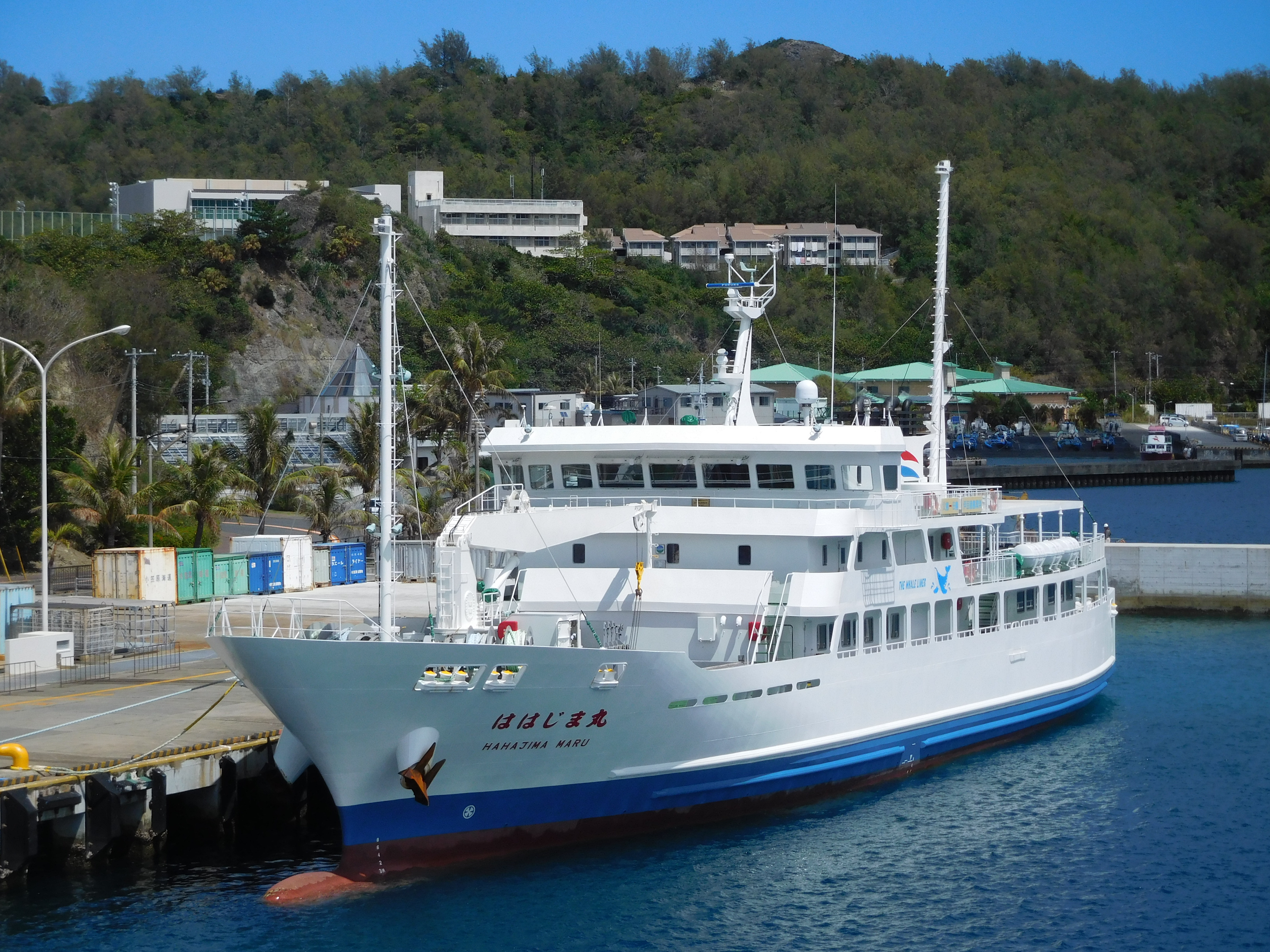
ははじま丸（3代目）
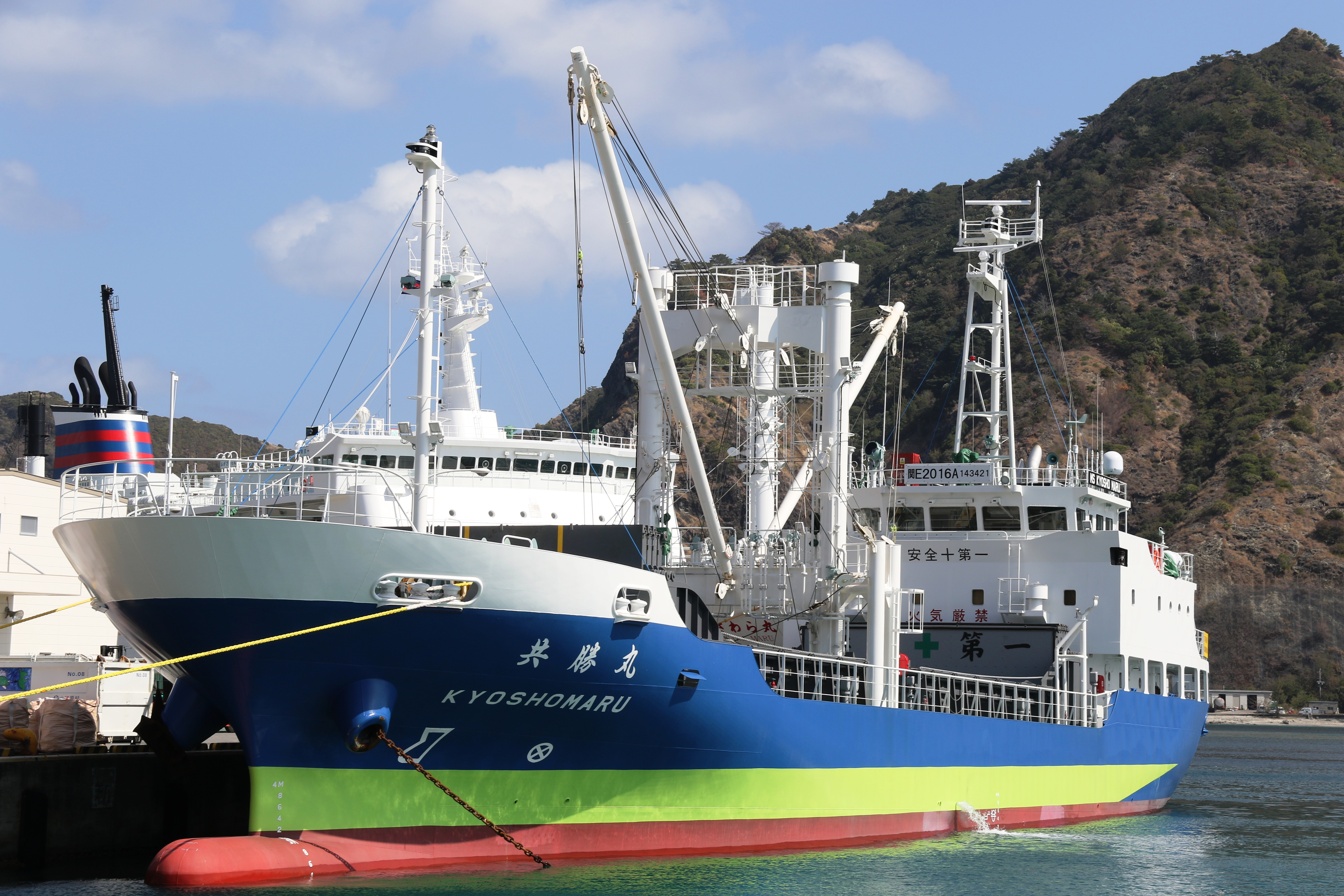
共勝丸

## 港湾施設
- 岸壁（-7.5 m 1バース、-5.0 m 2バース）-「おがさわら丸」は-7.5 m岸壁、「ははじま丸」と貨物船は-5.0 m岸壁を使用[9]。
- 泊地 (-7.0 m, -5.0 m, -3.0 m)[20]
- 係船浮標（3基）[20] - 30,000トンまでの大型船が使用[9]。
- 防波堤 (64 m)[20][30] -「青灯台」（通称「青灯」）と呼ばれる灯台があり[31]、ツアー業者の船の発着場所にもなっている[32]。
- 物揚場 (-3.0 m)[30]
- 船客待合所（平屋建823 m2、平屋建117 m2）[20] - 小笠原村観光協会の窓口があり、「おがさわら丸」入出港日に業務を行う[33]。ゆうちょ銀行ATM設置[34]。島民の集会[35]やイベント[36]などに利用されることもある。
- 上屋（平屋建211.6 m2、平屋建298.1 m2）[20]
- オイルフェンス庫（平屋建24.7 m2）[20]
- 給水施設 (50 m/m, 40 m/m)[20]
- 野積場 (7,400 m2)[20]
- 駐車場 (1,432 m2)[30]

## 二見漁港

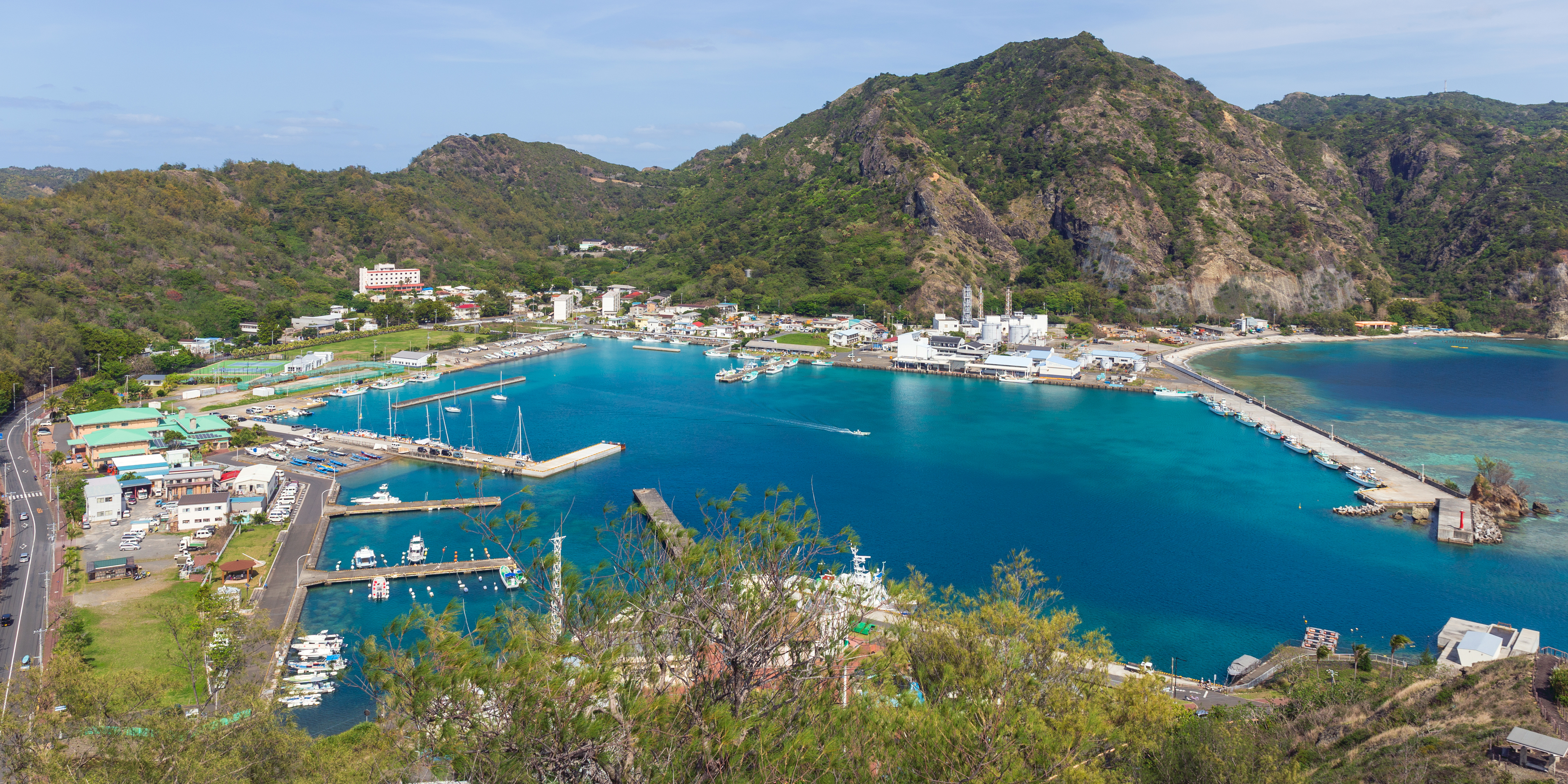
二見漁港

二見漁港は二見港の奥に位置する漁港で、1970年（昭和45年）6月16日に第4種漁港に指定された。地元漁船の拠点港となっており、主にメカジキ、メバチマグロ、キハダマグロ、ハマダイ、ソデイカ、アカハタ、ウミガメやイセエビなどが水揚げされる。年間を通じて気象・海象の影響が少なく、周辺海域で操業する漁船の避難港としての役割もある。また、観光遊漁船やプレジャーボートなどの拠点としても利用されている。

## 当港からの交通
父島の中心部にあたる集落は当港の周囲に形成されている。船客待合所を出てすぐの道路（東京都道240号父島循環線、通称：湾岸通り）が集落内を東西に走っており、飲食店や土産物店などが立ち並ぶ。
当港からの公共交通機関としては、小笠原村営バス「船客待合所」停留所が至近にあり、村役場など島内各所を結んでいる。
島内の宿泊施設に宿泊する場合、「おがさわら丸」の入港にあわせて宿のスタッフが港まで迎えに来ることが多い。